# Schizolaena isaloensis
Schizolaena isaloensis är en tvåhjärtbladig växtart som beskrevs av Rabeh. och Lowry. Schizolaena isaloensis ingår i släktet Schizolaena och familjen Sarcolaenaceae. Inga underarter finns listade i Catalogue of Life.